# Edivaldo Martins Fonseca
Edivaldo Martins Fonseca, conegut com a Edivaldo, (13 d'abril de 1962 - 13 de gener de 1993) és ser un futbolista brasiler. Va disputar 3 partits amb la selecció del Brasil.

## Estadístiques
| Selecció del Brasil | Selecció del Brasil | Selecció del Brasil |
| Anys                | Partits             | Gols                |
| ------------------- | ------------------- | ------------------- |
| 1986                | 2                   | 0                   |
| 1987                | 0                   | 0                   |
| 1988                | 0                   | 0                   |
| 1989                | 1                   | 0                   |
| Total               | 3                   | 0                   |